# Гергард Лінднер
Гергард Лінднер (нім. Gerhard Lindner; 25 грудня 1896, Бауцен — 4 червня 1982, Аурих) — німецький воєначальник, генерал-майор вермахту. Кавалер Лицарського хреста Залізного хреста.

## Біографія
Учасник Першої світової війни. 30 червня 1919 року демобілізований. 1 грудня 1935 року вступив у службу комплектування, 1 листопада 1938 року перейшов на дійсну службу. З 26 серпня 1939 року — командир роти 172-го піхотного полку. З 1 грудня 1939 року — ад'ютант 162-го піхотного полку. З 1 січня 1942 року — командир 1-го батальйону свого полку, з 1 травня 1942 року — 167-го піхотного полку. З 15 квітня 1944 року — ад'ютант 1-ї армії, з 1 травня року — групи армій «H». З 27 листопада по 20 грудня проходив курс командира дивізії. З 9 по 21 січня 1945 року — командир 17-ї танково-гренадерської дивізії СС «Гьотц фон Берліхінген», з 1 лютого — 346-ї піхотної дивізії. 8 травня взятий в полон в Нідерландах. 1 липня 1947 року звільнений.

## Звання
- Фанен-юнкер (22 серпня 1914)
- Лейтенант (5 березня 1915)
- Оберлейтенант запасу (1919)
- Гауптман (1 грудня 1935)
- Майор (1 грудня 1939)
- Оберстлейтенант (1 березня 1942)
- Оберст (1 грудня 1942)
- Генерал-майор (20 квітня 1945)

## Нагороди
- Залізний хрест 2-го і 1-го класу
- Почесний хрест ветерана війни з мечами
- Медаль «За вислугу років у Вермахті» 4-го класу (4 роки)
- Медаль «За Атлантичний вал»
- Застібка до Залізного хреста 2-го і 1-го класу
- Штурмовий піхотний знак в сріблі
- Медаль «За зимову кампанію на Сході 1941/42»
- Німецький хрест в золоті (7 лютого 1943)
- Почесна застібка на орденську стрічку для Сухопутних військ (17 листопада 1943)
- Нагрудний знак ближнього бою в бронзі
- Нагрудний знак «За поранення» в сріблі
- Лицарський хрест Залізного хреста (5 травня 1945)